# Francesc Poch Romeu
Francesc Poch Romeu (Barcelona, 7 de agosto de 1935 -Teyá, Barcelona, 9 de enero de 2008) fue un pintor español.
Poch Romeu fue uno de los pintores paisajistas más relevantes y reconocidos que se originó en la segunda mitad del siglo XX. Su técnica era el óleo sobre lienzo y los temas predilectos del artista fueron los de la isla de Menorca, donde residió desde 1964, paisajes tales como embarcaderos, albuferas, predios, calas, llaüts y las ventanas típicas de la isla.  
En sus lienzos predominan el color blanco, en todas sus versiones, el agua del mar y la luz cautivadora de los atardeceres de la isla.

## Biografía
El pintor barcelonés está considerado uno de los paisajistas contemporáneos más hábiles e influyentes. Estudió en la Escuela de Artes y Oficios Llotja de Barcelona, en el Círculo Artístico de Sant Lluc y amplió sus conocimientos de escenografía en el Institut del Teatre, donde conoció a su esposa, la también pintora Josefina Ripoll.
Fue discípulo de Ferrer Guash, Mestres Cabanes o Ramón Bas. Sus obras se enmarcan dentro del post impresionismo catalán donde predominan los paisajes de la isla de Menorca, en su mayoría temas de marinas y predios menorquines.
Estuvo afincado en Binibeca Viejo, en San Luis, Menorca, desde la década de los setenta donde pasaba largas temporadas cerca del mar disfrutando de sus dos pasiones: la pintura y la compañía de su esposa, sus hijos y sus nietos.

## Obra, premios y exposiciones
Fue ganador de numerosos premios de pintura y deja más de 1.500 pinturas al óleo repartidas en colecciones particulares de España, Francia, Alemania, Argentina, Bélgica, Estados Unidos, Egipto, Países Bajos, India, México y Suiza. El artista expuso de forma habitual en la Galería Comas (Barcelona), Sokoa (Madrid), El Clautre (Gerona), Kroma (Mahón), entre otras.[cita requerida]
- Datos: Q2838664